# Новорічна іграшка (срібна монета)
Новорі́чна і́грашка — срібна пам'ятна монета номіналом 10 гривень, введена в обіг 19 грудня 2024 року на підставі рішення Правління Національного банку України. Присвячена святкуванню Різдва та Нового року й одному з найголовніших традиційних символів новорічно-різдвяних свят — ялинковій прикрасі.
Монета оздоблена синьою емаллю і локальною позолотою. З урахуванням новорічної тематики на монеті замість звичного року карбування розмістили на той момент наступний, новий 2025 рік.
Монетна капсула відтворена у формі новорічної іграшки з вушком для нитки чи стрічки для підвішування на ялику.

## Загальна характеристика монети
| Номінал, грн. | Метал            | Маса, грам   | Діаметр, мм | Якість виготовлення       | Гурт                           | Тираж, штук |
| ------------- | ---------------- | ------------ | ----------- | ------------------------- | ------------------------------ | ----------- |
| 10            | срібло 925 проби | 31,1 / 33,62 | 38,6        | спеціальний анциркулейтед | гладкий із заглибленим написом | 7500        |

## Аверс
На аверсі монети зображені витинанки у вигляді сніжинок, традиційні прикраси на зимових вікнах.
Між сніжинками розміщено Герб України, напис «Україна», номінал монети «10» із графічним знаком гривні «₴» і «2025» рік. Візерункові елементи лівої витинанки із чотирьох боків відтворені у формі тризуба із шевронів ЗСУ.

## Реверс
На реверсі різдвяна композиція подана у вигляді символічного розпису ялинкової кульки. У центрі зображена ялинка з Віфлеємською зіркою із промінцями у вигляді чотирьох тризубів. Навколо неї співають колядники. Серед учасників різдвяного вертепу — воїн, уособлення сучасних захисників України, які прагнуть повернутися на свято додому, до своїх рідних, а також три царі-волхви, один з яких із булавою, волонтер із квадрокоптером і дівчина у віночку. 

## Гурт

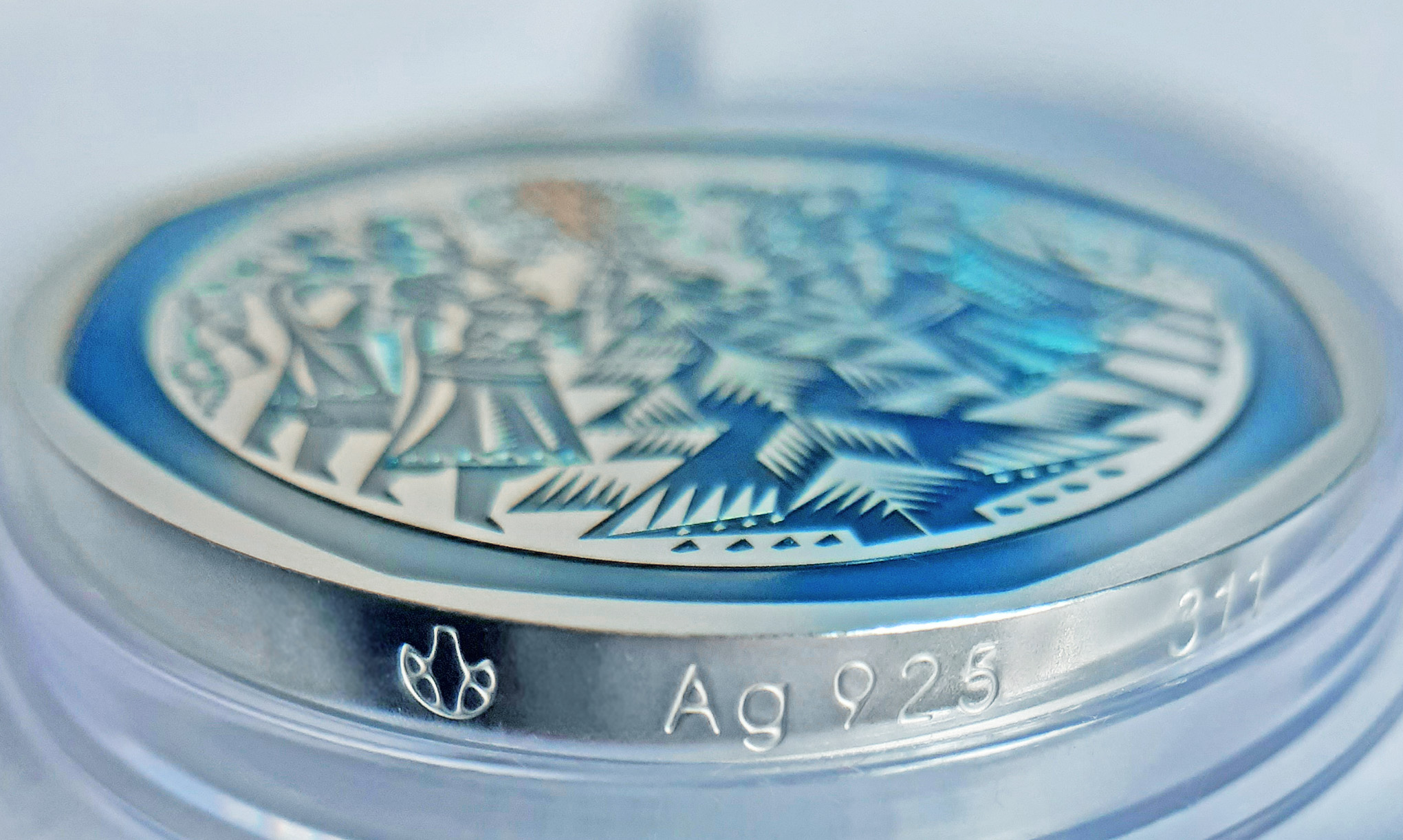
Гурт монети із заглибленим написом

Гурт гладкий із заглибленим написом. На ребрі монети нанесені логотип Банкнотно-монетного двору НБУ, маса монети в чистоті «31,1» грам і позначення металу та проби «Ag 925».

## Автори
Дизайн розробили художники мистецької групи «АРТТРІУМ»: Володимир Таран, Олександр Харук і Сергій Харук.

## Реалізація монети
Зазвичай період між офіційною презентацією і реалізацією монети триває від кількох днів або тижнів до кількох місяців. Так, набір срібних монет «Щедрик – колядка дзвонів» виставили на продаж через вісім місяців після введення в обіг. «Новорічну іграшку» голова НБУ презентував у другій половині дня 19 грудня 2024 року, коли відновили інтернет-магазин після однієї з наймасштабніших кібератак на урядові сайти, а наступного ранку вже виставили на продаж першу партію у кількості 1000 екземплярів. Їх розкупили протягом кількох секунд.

## Вартість монети
Під час введення монети в обіг 2024 року, Національний банк України реалізовував монету за ціною 3877 гривень.
Фактична приблизна вартість монети, з роками змінювалася так:
| Рік       | 2025  | 2026 | 2027 |
| --------- | ----- | ---- | ---- |
| Ціна, грн | 4 600 |      |      |